# Watford, Northamptonshire
Watford är en by och en civil parish i kommunen West Northamptonshire i Storbritannien. Den ligger i grevskapet Northamptonshire och riksdelen England, i den södra delen av landet, 110 km nordväst om huvudstaden London. Antalet invånare är 320 (2011). Byn nämndes i Domedagsboken (Domesday Book) år 1086, och kallades då Watford/Wadford.
Terrängen i Watford är platt.